# Mohammed Al-Breik
Mohammed bin Ibrahim bin Mohammed Al-Breik (en arabe : محمد بن إبراهيم بن محمد البريك), est un footballeur saoudien né le 15 septembre 1992. Il évolue au poste d'arrière droit au Neom SC.

## Biographie

### En club
Il joue de nombreux matchs en Ligue des champions d'Asie avec le club d'Al-Hilal FC.

### En équipe nationale
Il joue son premier match en équipe d'Arabie saoudite le 24 août 2016, en amical contre le Laos (victoire 4-0), toutefois ce match n'est pas reconnu par la FIFA. Il inscrit son premier but le 7 octobre 2017, en amical contre la Jamaïque (victoire 5-2), mais à nouveau ce match n'est pas reconnu par la FIFA.
Le 11 novembre 2022, il est sélectionné par Hervé Renard pour participer à la Coupe du monde 2022.

## Palmarès
- Champion d'Arabie saoudite en 2017 et 2018 avec Al-Hilal
- Vainqueur de la Coupe d'Arabie saoudite en 2016 avec Al-Hilal
- Coupe du Roi des champions d'Arabie saoudite en 2017 avec Al-Hilal
- Vainqueur de la Supercoupe d'Arabie saoudite en 2015 avec Al-Hilal